# Сельский округ Бангалор
Се́льский о́круг Бангало́р (канн. ಬೆಂಗಳೂರು ಗ್ರಾಮೀಣ; англ. Bangalore Rural district) — округ в индийском штате Карнатака. Образован в 1986 году. Административный центр — город Бангалор. Площадь округа — 5815 км². По данным всеиндийской переписи 2001 года население округа составляло 1 881 514 человек. Уровень грамотности взрослого населения составлял 64,7 %, что выше среднеиндийского уровня (59,5 %). Доля городского населения составляла 21,7 %.